# Bartłomiej Longo
Bartłomiej Longo, włos. Bartolo Longo (ur. 10 lutego 1841 w Latiano, zm. 5 października 1926 w Pompejach) – świecki tercjarz dominikański, były uczeń pijarski, były kapłan satanistyczny, Apostoł Różańca, Kawaler Maryi i błogosławiony Kościoła rzymskokatolickiego.

## Życiorys
Bartłomiej Longo urodził się w średniozamożnej rodzinie, w małym miasteczku koło Brindisi w południowych Włoszech. Jego rodzice byli bardzo religijni. Po ukończeniu szkoły elementarnej i średniej podjął studia prawnicze na Uniwersytecie Lecce oraz – po likwidacji szkół prywatnych – w Neapolu. Był uczestnikiem wystąpień antyklerykalnych, uczestnikiem seansów spirytystycznych i kapłanem świątyni szatana. Pod wpływem swojego przyjaciela Vincenza Pepego przeszedł na chrześcijaństwo, a następnie podjął studia prawnicze ukończone doktoratem. Był zaangażowany w pomoc chorym w szpitalu, działał też na polu religijnym, został tercjarzem dominikańskim i przyjął imię Brat Różaniec.
13 listopada 1875 sprowadził do Pompejów do podupadłej parafii wizerunek Maryi Różańcowej, który wiele lat później nazwał „narzędziem do realizacji jednego z największych zamierzeń Bożego Miłosierdzia”. Na polecenie biskupa diecezji Nola, ks. Giuseppe Formisano, zaczął zbierać fundusze na budowę kościółka dla ubogich mieszkańców Pompejów. Dzięki zaangażowaniu, w ciągu 20 lat powstała okazała świątynia, a przy niej domy wychowawcze dla dzieci więźniów, sierot, szkoły, warsztaty, drukarnia i liczne miejsca pracy dla okolicznych mieszkańców. W 1885 pojął za żonę Mariannę de Fusco, żyjąc w czystej miłości.
Po kilkudziesięciu latach pracy, wskutek oskarżeń o defraudacje i szkody społeczne, jakie wysuwali dawni przyjaciele-antyklerykałowie, a także dwaj nieprzychylni księża, Bartłomiej zrzekł się wszelkich praw do świątyni oraz innych inicjatyw. Następnie został pozbawiony dachu nad głową przez swoich zadłużonych pasierbów, którzy wyprzedawali rodzinny majątek. Wskutek tego bez grosza przy duszy, jako 84-letni starzec, wrócił do rodzinnego Latiano. Z okazji 50-lecia dzieł w Pompejach wrócił do sanktuarium i zrehabilitowany od wszystkich zarzutów, pozostał tam przez ostatnie pół roku życia.
Bartłomiej Longo zmarł w opinii świętości. Pogrzeb odbył się 7 października 1926 roku przy uczestnictwie rzeszy tłumów. Został beatyfikowany przez papieża Jana Pawła II 26 października 1980. Zbudowany przez niego kościół znajduje się pod osobistym zarządem papieża, jest też najważniejszym "kościołem różańcowym" na świecie.
24 lutego 2025 papież Franciszek podpisał dekret uznający cud za wstawiennictwem błogosławionego Bartłomieja Longo, co otwiera drogę do jego kanonizacji. Data jego kanonizacji została ogłoszona na konsystorzu, który odbył się 13 czerwca 2025.
Jego wspomnienie liturgiczne wyznaczono na 5 października (dies natalis).